# 푸나쥐
푸나쥐(Punomys lemminus)는 비단털쥐과에 속하는 설치류이다. 페루 남부의 토착종으로 옥시덴탈 산맥에서 발견된다.

## 생태
주행성 동물이다. 2마리의 새끼를 밴 암컷이 발견된 기록이 있다.

## 분포 및 서식지
페루 남부의 옥시덴탈 산맥에서 발견된다. 4곳의 고립된 지역에서만 알려져 있다. 해발 4,400~4,900m의 나무가 없는 습윤 푸나 서식지에서 발견된다.